# سیارک ۱۸۵۸
سیارک ۱۸۵۸ (به انگلیسی: 1858 Lobachevskij، نامگذاری:1972QL) هزار و هشتصد و پنجاه و هشتمین سیارک کشف شده‌است که در ۱۸ اوت ۱۹۷۲ کشف شد.
قدر مطلق سیارک برابر ۱۱٫۵۰ است.